# کاج اسکاتلندی
کاج اسکاتلندی یا کاج جنگلی (نام علمی: Pinus sylvestris) نام یک گونه از سرده کاج است.

## نگارخانه

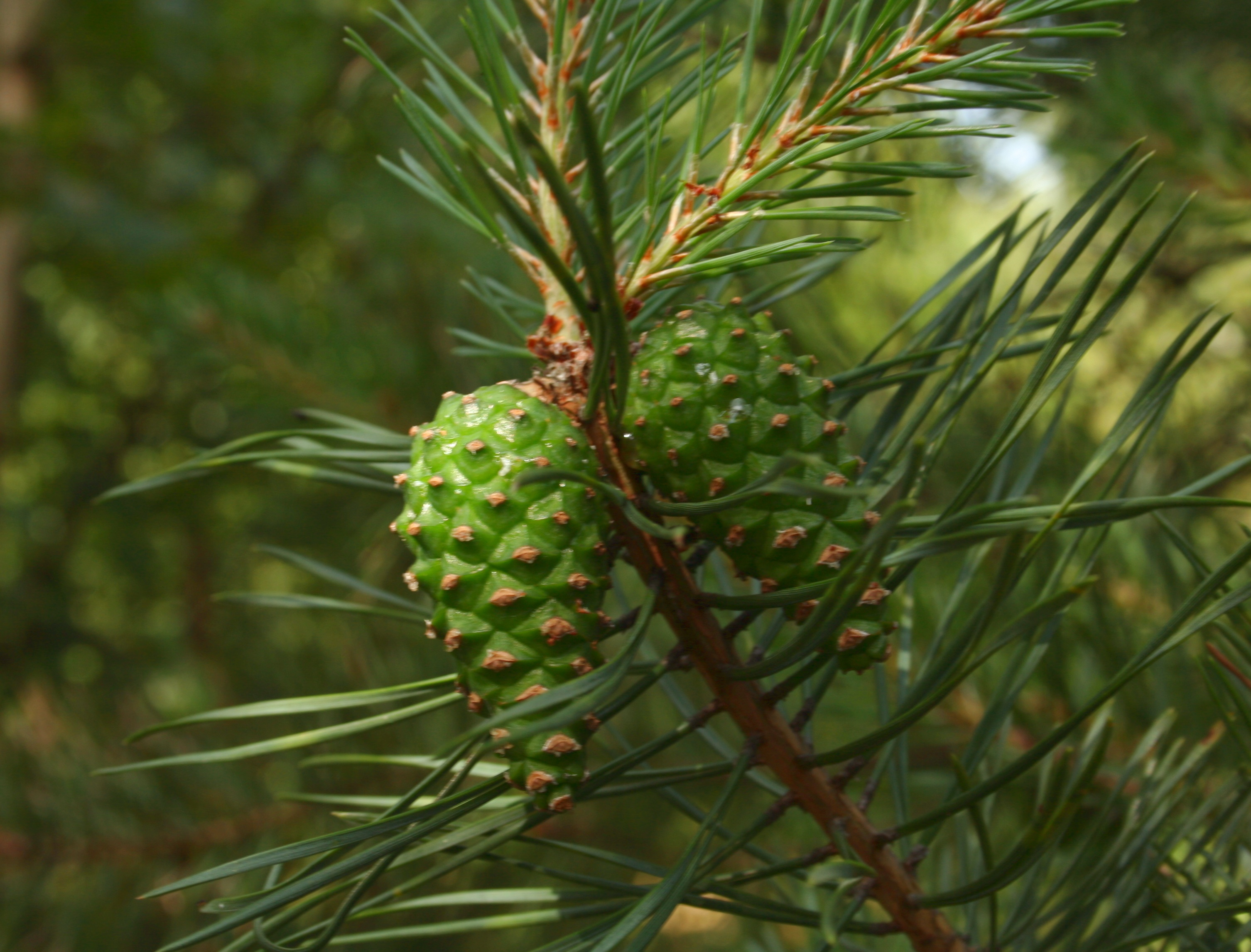
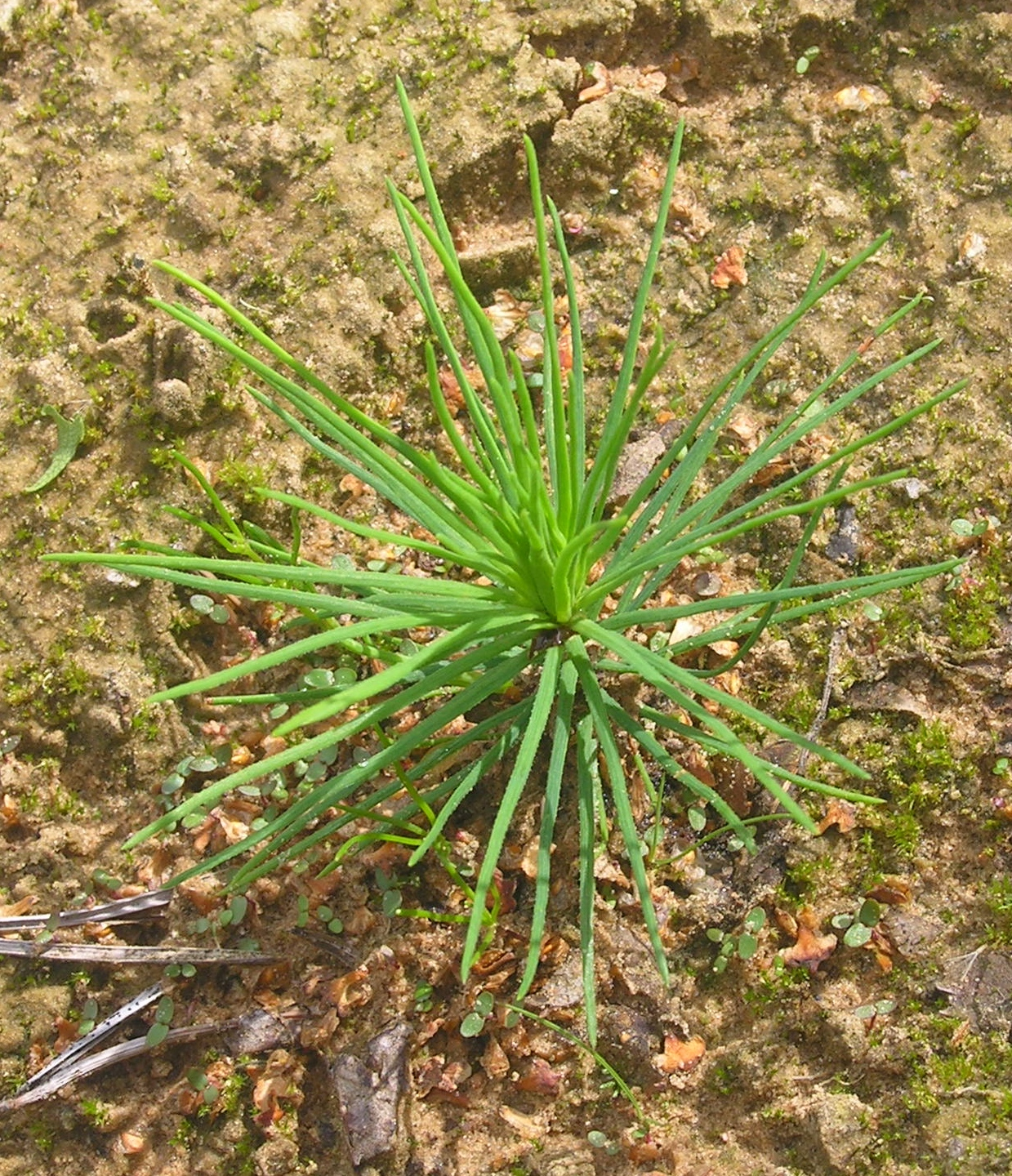
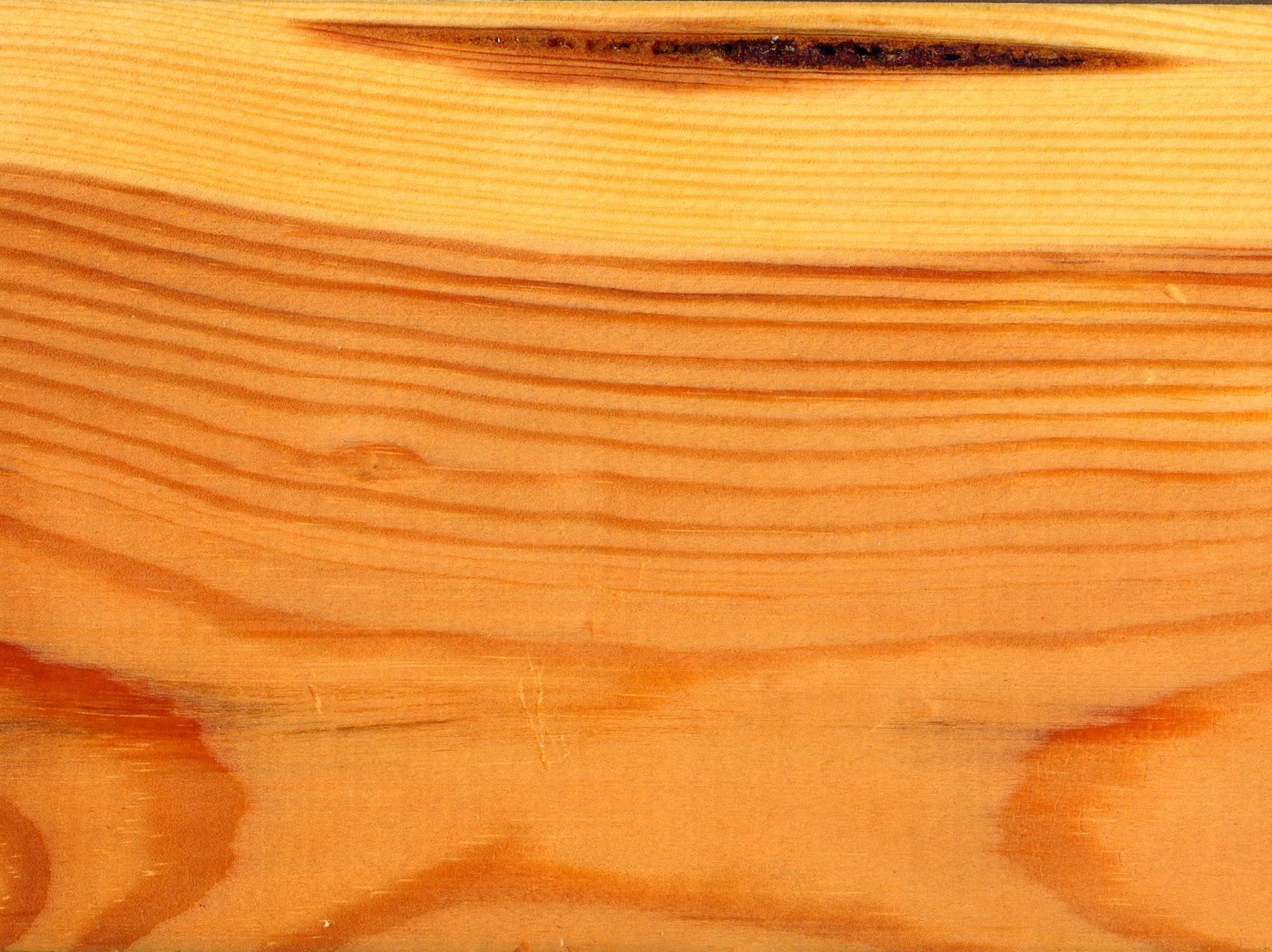
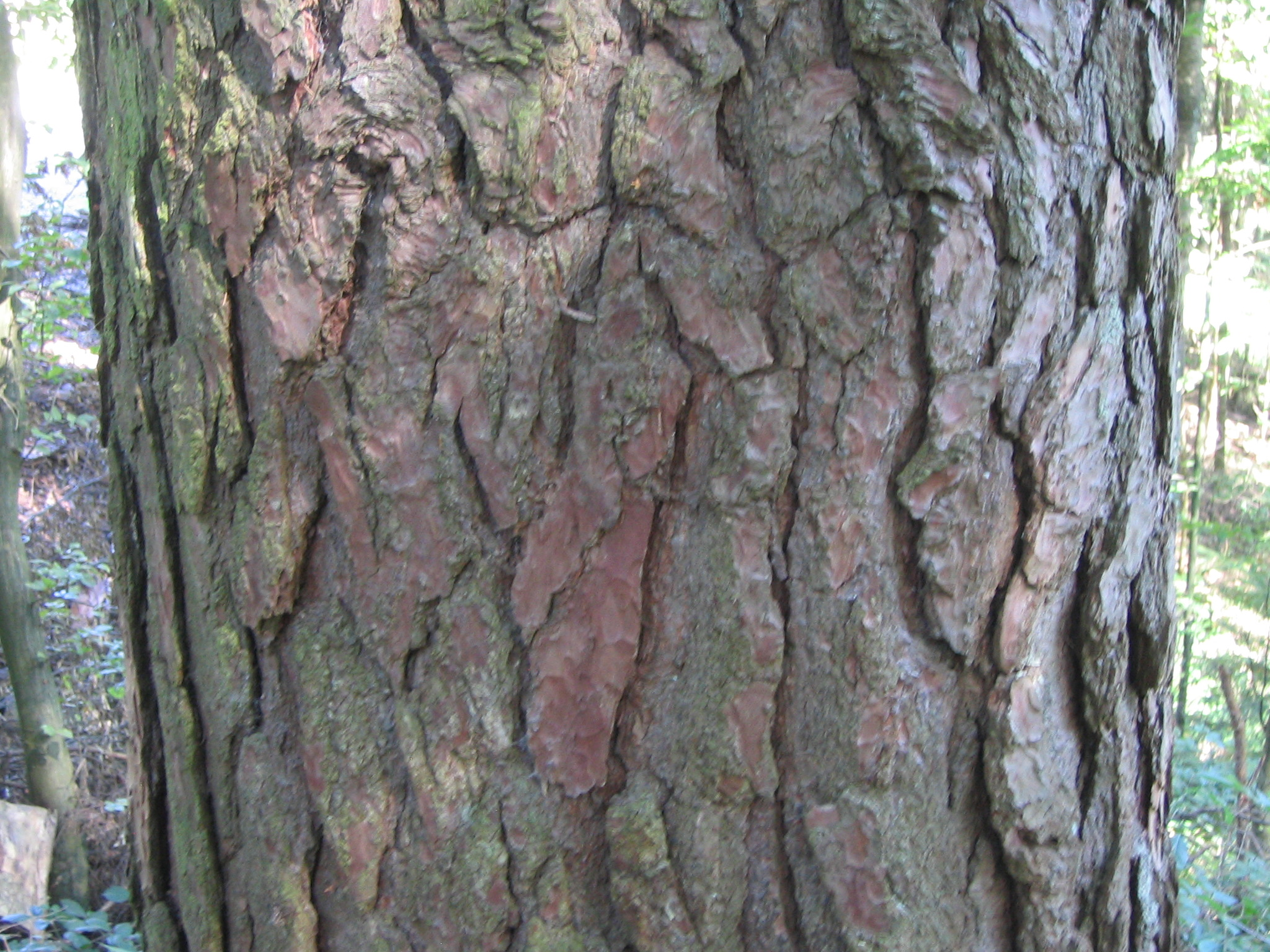
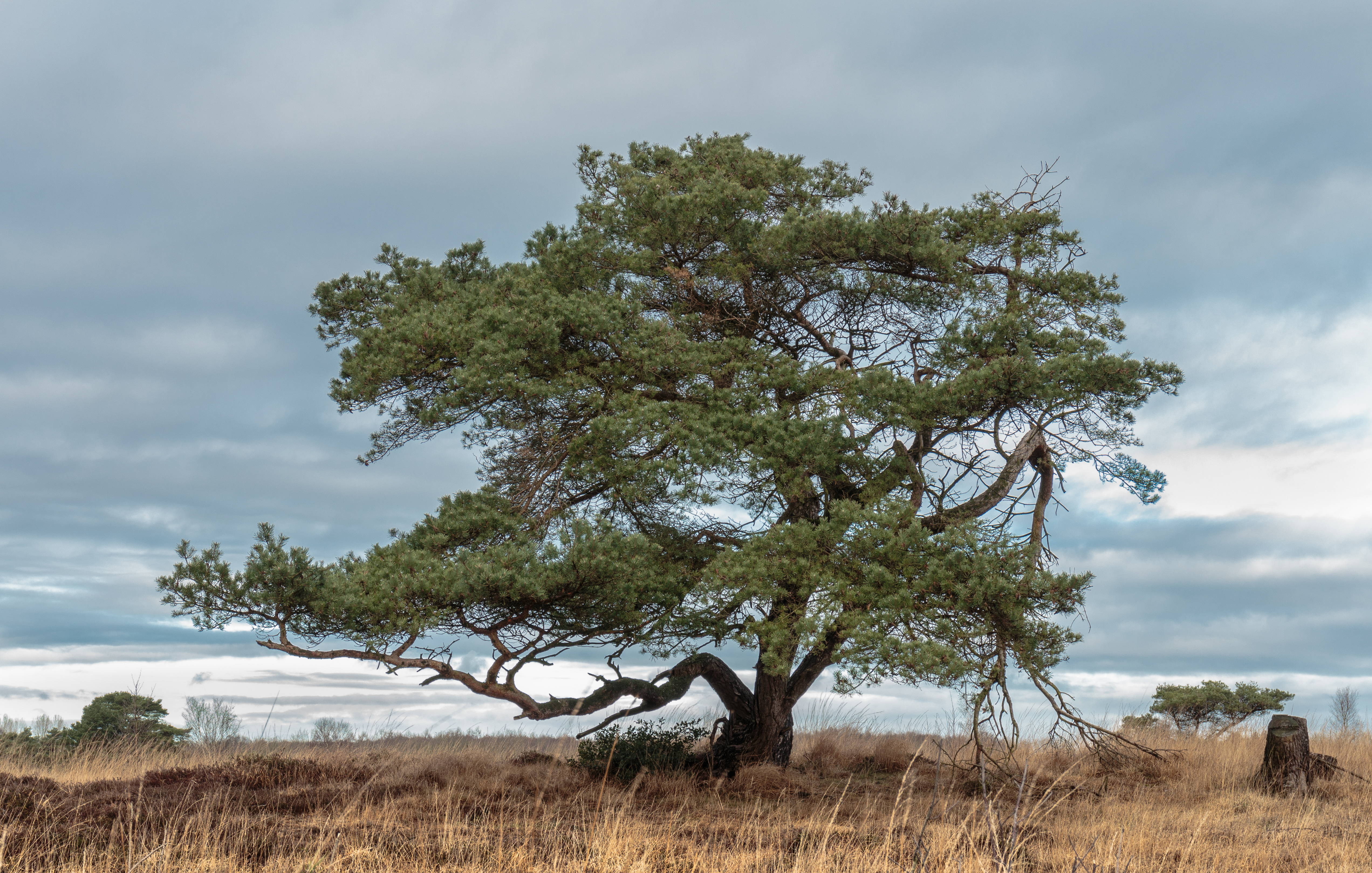
کاج اسکاتلندی در فریسلاند، هلند